# Parc quasi national de Meiji no Mori Takao
Le parc quasi national de Meiji no Mori Takao (明治の森高尾国定公園, Meiji no Mori Takao Kokutei Kōen) est un parc quasi national situé à Tokyo au Japon. Créé le 11 décembre 1967, il s'étend sur 7,70 km2.